# Папуа Нова Гвинеја на Светском првенству у атлетици на отвореном 2023.
Папуа Нова Гвинеја је учествовала на 19. Светском првенству у атлетици на отвореном 2023. одржаном у Будимпешти од 19. до 27. августа деветнаести пут, односно, учествовала је на свим првенствима до данас. Репрезентацију Папуе Нове Гвинеје представљао је 1 атлетичар која се такмичио у трци на 200 метара. , .
На овом првенству такмичар Папуе Нова Гвинеје није освојио ниједну медаљу нити је остварио неки резултат јер је дисквалификован.

## Учесници
Мушкарци: 
- Лирој Камау — 200 м

## Резултати

### Мушкарци
| Атлетичар   | Дисциплина | Лични рекорд | Квалификације | Квалификације | Полуфинале          | Полуфинале          | Финале              | Финале       | Детаљи |
| Атлетичар   | Дисциплина | Лични рекорд | Резултат      | Место         | Резултат            | Место               | Резултат            | Место        | Детаљи |
| ----------- | ---------- | ------------ | ------------- | ------------- | ------------------- | ------------------- | ------------------- | ------------ | ------ |
| Лирој Камау | 200 м      | 21,02        | 21,18 ЛРС     | 8. у гр. 2    | Није се квалификово | Није се квалификово | Није се квалификово | 48 / 54 (57) |        |